# Stefan Jović
Stefan Jović (Nis, 3 de novembro de 1990) é um basquetebolista profissional sérvio, atualmente joga no FC Bayern München na Basketball Bundesliga e na Eurocopa.